# Basseratou Kindo
Bassératou Kindo est une journaliste burkinabè, engagée en faveur des droits des femmes et dans la lutte contre la sous-représentation des femmes dans les médias. Elle est la fondatrice du média en ligne Moussonews et ancienne présidente de l'Association des blogueurs du Burkina Faso. Son engagement reconnu est récompensé par différents prix dans le journalisme et le domaine social.

## Biographie

### Enfance, études et débuts
Bassératou Kindo naît à Bobo-Dioulasso dans la capitale économique du Burkina Faso. Elle y passe son enfance et ses études de l'école primaire jusqu'au lycée.Elle écrit ses premiers articles pour le quotidien de Bobo-Dioulasso, L'Express du Faso, avant de rejoindre le journal en ligne LeFaso.net, puis le groupe Oméga média. Elle travaille ensuite à l'ONG Internews sur le projet CVE et à la Fondation Hirondelle. Elle propose des témoignages pour la chaîne participative Les Observateurs de France 24.
De 2016 à 2021, elle est la présidente de l'Association des blogueurs du Burkina (ABB), qui compte une centaine de membres,, qui défend la liberté d'expression et développe la plateforme de veille citoyenne Présimètre.bf, un projet de suivi des politiques publiques.

## Engagement
Jeune journaliste, elle est engagée pour le développement et l'appropriation des nouvelles technologies de l'information et de la communication dans son pays. Ancienne présidente de l'Association burkinabè des blogueurs, elle forme et anime des ateliers pour motiver et encourager les jeunes à une meilleure utilisation des outils de communication digitale.
Par ailleurs, elle participe régulièrement aux activités de sensibilisation aux questions de genre au Burkina Faso et ailleurs dans le monde. C'est ce qui la pousse à lancer le média MoussoNews.com, un média en ligne dédié en grande partie à la promotion du leadership féminin. Ce journal en ligne lance notamment une initiative, Wikigap, conçue pour lutter contre le biais de genre sur Wikipédia,,,. Elle coorganise en 2023 la première édition de Wiki Loves Earth pour le Burkina Faso.

## Distinctions
- 2011 : Premier prix, catégorie presse Femedia, de l'Institut Panos avec l'Association des professionnelles de la communication (APAC) du Burkina Faso[15],[16],[17],[9] ;
- 2012 et 2013 : Prix Galian, catégorie blogs et réseaux sociaux du ministère de la Communication du Burkina Faso[18],[3] ;
- 2017 : 2e Prix Planification familiale décerné par le partenariat de Ouagadougou[9],[3] ;
- 2019 : Prix Africa 35.35 Blog et Médias[19] ;
- 2020 : Prix meilleur journaliste pour les causes sociales (Initiative « Un pagne pour leur dignité »)[9] qui récompense son engagement en faveur de l'accès à l'eau potable pour tous, et le « zéro corvée d'eau »[3] ;
- 2022 : Prix Wameca du meilleur reportage sur la santé[20],[9],[21].